# Vass Béla (festő)
Vass Béla (Szeged, 1872. június 18. – Szombathely, 1934. január 2.) magyar pedagógus, grafikus, festőművész, író.

## Élete
Apja Vass Mátyás tanító, anyja Antal Terézia. A középiskola elvégzése után a budapesti Rajztanárképzőn tanult, ahol 1895-ben diplomázott. Ekkor került Szombathelyre, ahol Tóth Lajos nyergesmester Mária leányát vette feleségül. A Premontrei Rendi Szent Norbert Gimnázium rajz- és matematikatanára, festőművész, grafikus, író. Dolgozott Nagybányán, Tápén és Szentesen is.
1920-ban megalapította az első szombathelyi művészeti iskolát, a Szép és Iparművészeti Iskolát, amely másfél éven át, 1922-ig működött, és végül anyagi nehézségek miatt szűnt meg. A városi kultúregyesület képzőművészeti szakosztályának elnöke, a Szent Márton Céh alapítója. Tagja volt a Szombathelyi Sportegyesületnek, maga is vívott és tanított vívást. A cserkészet megszervezésében is tevékenyen részt vett.
Gimnáziumi tanítványai közül megemlítendő Rajczy Imre, akit ő kezdett vívásra is oktatni.
Meghalt gégerákban 1934. január 2-án. Sírja a szombathelyi Szent Márton temetőben van. A felújított síremléket 2008. nov. 28-án koszorúzta meg a Premontrei Gimnázium és a Művészeti Szakközépiskola diáksága. A Művészeti Szakközépiskola tervei szerint évente adják ki a legtehetségesebb diáknak a róla elnevezett díjat.

## Művei
Szinnyei neki tulajdonítja a következőket:
- A végekről Bp. 1906 (A Huszadik Század Könyvtára 16.)
- A nagykőrösi nyelvjárás Bp. 1909 (Nyelvészeti füzetek 57.)

Az Irodalomtörténet 1934. évi 1-2. számának 47. oldalán közöltek szerint Szinnyei tévedett.
Képeiről még nem készült jegyzék.